# أتيلا بورهيدي
أتيلا ل. بورهيدي مواليد 1932 (بالإنجليزية: Attila L. Borhidi)‏ هو عالم نبات مجري.